# FH Serpentis
Désignations

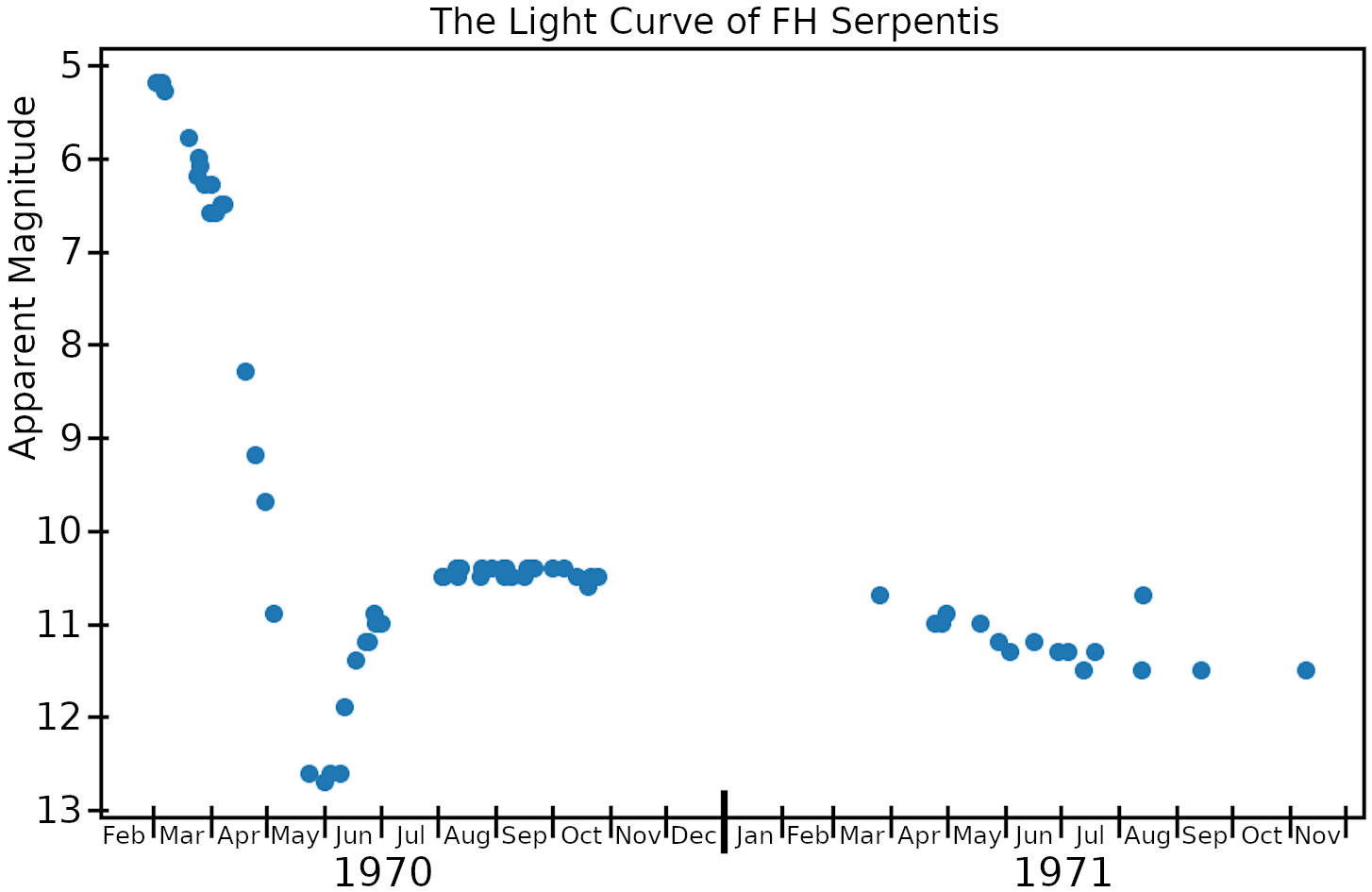
Courbe de lumière de FH Serpentis, obtenue à partir des données de l'AAVSO.

FH Serpentis (ou Nova Serpentis 1970) était une nova qui survint en 1970 dans la constellation du Serpent. Elle atteignit une magnitude minimale (correspondant à une luminosité maximale) de 4,5.
D'après la mesure de sa parallaxe par le satellite Gaia, elle est distante d'environ 1 060 pc (∼3 460 al).